# Apocephalus digitalis
Apocephalus digitalis är en tvåvingeart som beskrevs av Borgmeier 1971. Apocephalus digitalis ingår i släktet Apocephalus och familjen puckelflugor. Inga underarter finns listade i Catalogue of Life.